# Peso moneda corriente argentino

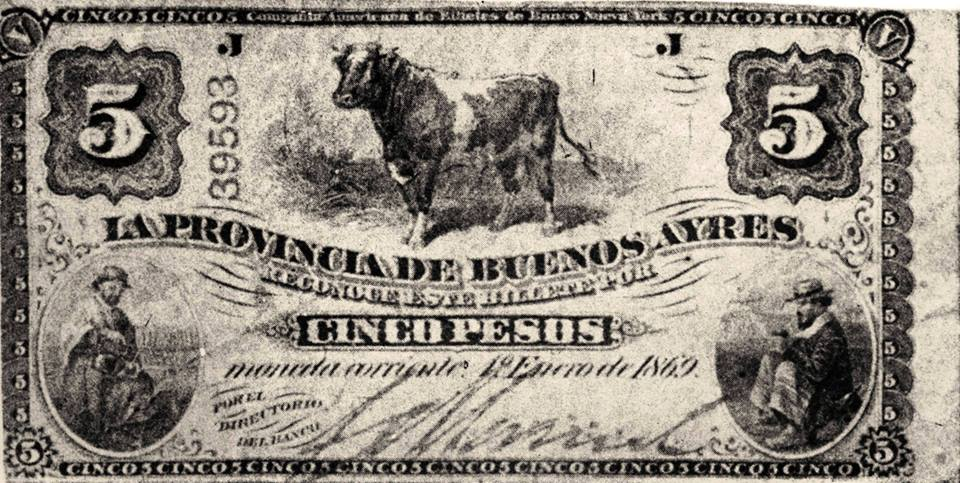

Il peso moneda corriente è stata una valuta non convertibile che circolò in Argentina tra il 9 gennaio 1826 e il 4 novembre 1881. Il simbolo era $m/c. Era anche conosciuto come peso papel (peso carta) poiché fu emesso solo in forma di banconote.
Il peso moneda corriente venne introdotto alla pari con il peso fuerte ($F) ma fu svalutato diverse volte nella sua vita. Nel periodo dal 3 gennaio 1867 al 17 maggio 1876, il peso moneda corriente poteva essere convertito in oro, al cambio di $m/c 25 = $F 1, presso la Oficina de Cambios (ufficio di cambio) del "Banco de la Provincia de Buenos Aires". L'ufficio chiuse nel 1876 poiché la popolazione convertiva pesos in oro in ampie quantità. Il peso moneda corriente fu rimpiazzato dal peso moneda nacional al cambio di 25 pesos moneda corriente = 1 peso moneda nacional.
Durante il periodo in cui era in circolazione il peso moneda corriente, venivano utilizzate anche valute di altri paesi (in particolare il boliviano).